# Carsia conflua
Carsia conflua är en fjärilsart som beskrevs av Hann 1918. Carsia conflua ingår i släktet Carsia och familjen mätare. Inga underarter finns listade i Catalogue of Life.